# Hotel Ryugyong
Hotel Ryugyong (Korejski: 류경호텔) je 330 metara visok neboder piramidalne građe u glavnom gradu Sjeverne Koreje (Demokratska Narodna Republika Koreja) Pjongjangu.
Naziv građevine potječe od povijesnog naziva Pjongjanga, a u prijevodu znači "prijestolnica vrba".
Izgradnja ovog hotela koji broji 105 katova je započela 1987. godine uz ideju da postane najviši hotel na svijetu i zajedno s drugim gigantskim projektom sjevernokorejskog režima, prvosvibanjskim stadionom Rungrado simbolički prikaže snagu Sjeverne Koreje povodom održavanja Svjetskog festivala studenata i mladih 1989. godine u Pjongjangu. Za razliku od gigantskog stadiona, hotel Ryugyong je zbog nedostatka sredstava uzrokovanih političkim promjenama u svijetu na prijelazu iz 80ih u 90te godine 20. stoljeća ostao nedovršen do danas uz plan da radovi ipak budu u potpunosti završeni do proljeća 2012. godine i planirane velike proslave 100. godišnjice rođenja utemeljitelja sjevernokorejskog režima Kim Il-sunga. 

Da je otvoren prema planu 1989. godine, Ryugyong bi bio najviši hotel na svijetu sve do 2009. godine i otvorenja 333 metara visokog hotela "Rose Rayhaan Rotana" u Dubaiju u Ujedinjenim Arapskim Emiratima.
Hotel Ryugyong je daleko najveća građevina na teritoriju Sjeverne Koreje, no kako se već godinama nalazi u nedovršenom stanju gole betonske konstrukcije, uz impozantnu pojavu predstavlja i svojevrsno ruglo grada te je građevina ponekad po uputama režima i brisana s razglednica vizure grada. Svi radovi na hotelu su prekinuti 1992. godine zbog nedostatka novca. Prema nekim procjenama iz japanskog tiska, gradnja hotela je Sjevernu Koreju do tada stajala oko 750 milijuna dolara što je iznosilo gotovo 2% sjevernokorejskog BDPa.
Radovi na građevini su ipak nastavljeni 2008. godine u suradnji s egipatskom tvrtkom Orascom group koja bi do kraja 2010. godine trebala završiti s vanjskim radovima na fasadi i postavljanjem staklenih ploča na neboder.
Zbog vrlo ograničenih informacija koje vlasti Sjeverne Koreje iznose u vezi hotela i proturječnih podataka iz drugih izvora, za sada je nejasno da li je u planu potpuni dovršetak objekta i stavljanje u punu funkciju ili se tek planira vanjsko uređenje kako bi se građevina prirodnije uklopila u vizure grada za planirano veliko obilježavanje 100. obljetnice rođenja Kim Il-sunga jer je su u nekoliko pregleda nebodera evidentirani mnogi konstrukcijski i kvalitativni propusti.